# مؤتمر المصالحة الصومالية لعام 1993
مؤتمر المصالحة الوطنية في الصومال المنعقد عام 1993 كان محاولة لإنهاء الحرب الأهلية الصومالية، وتمخض المؤتمر عن توقيع اتفاقية أديس أبابا (1993) في 27 مارس 1993، ووافق خمسة عشر فصيلاً من الفصائل المتناحرة على مبادئ المصالحة ونزع السلاح، إلا أن الاتفاقية لم تدخل حيز التنفيذ بسبب استمرار العنف في الصومال، وسبق المؤتمر اجتماع تحضيري غير رسمي بشأن المصالحة الوطنية.

## المناديب
| منظمة                                                | الرؤساء النيابيون             |
| ---------------------------------------------------- | ----------------------------- |
| منظمة الأفارقة الصوماليين موكي (SAMO)                | محمد رمضان أربو               |
| التحالف الديمقراطي الصومالي (SDA)                    | محمد فارح عبد الله            |
| التحالف الوطني الصومالي (SNA / USC)                  | الجنرال محمد فارح عيديد       |
| الحركة الديمقراطية الصومالية / SNA (SDM / SNA)       | العقيد محمد نور عليو          |
| الحركة الديمقراطية الصومالية (SDM)                   | عبدي موسى ميو                 |
| الاتحاد الديمقراطي الوطني الصومالي (SNDU)            | علي اسماعيل عبدي              |
| الجبهة الوطنية الصومالية (SNF)                       | الجنرال عمر محمد حرسي         |
| الاتحاد الوطني الصومالي (SNU)                        | د.محمد رجيس محمد              |
| الحركة الوطنية الصومالية (SPM)                       | الجنرال آدم عبد الله نور      |
| الحركة الوطنية الصومالية / SNA (SPM / SNA)           | أحمد حاشي محمود (نائب الرئيس) |
| الجبهة الديمقراطية للإنقاذ (SSDF)                    | اللواء محمد أبشير موسى        |
| الحركة الوطنية الصومالية الجنوبية / SNA (SSNM / SNA) | العقيد. عبدي ورسمى إسحاق      |
| المؤتمر الصومالي الموحد (USC)                        | محمد قنيري أفرح               |
| الجبهة الصومالية المتحدة (USF)                       | عبد الرحمن دعالى علي          |
| الحزب الصومالي الموحد (USP)                          | محمد عبدي حاشي                |

## روابط خارجية
- الاتفاقية العامة الموقعة في أديس أبابا في 8 يناير 1993
- أبرم اتفاق أديس أبابا في الدورة الأولى لمؤتمر المصالحة الوطنية في الصومال في 27 آذار / مارس 1993